# Takeši Ono
Takeši Ono (japonsko 大野 毅), japonski nogometaš, 22. november 1944.
Za japonsko reprezentanco je odigral tri uradne tekme.